# Die kleine Meerjungfrau (1976)
Die kleine Meerjungfrau (auch: Die kleine Seejungfrau, Originaltitel Malá mořská víla) ist ein tschechischer Märchenfilm. Zusammen mit den Märchenfilmen Drei Haselnüsse für Aschenbrödel, Der Furchtlose und Wie man Dornröschen wachküßt gilt diese Verfilmung nach Andersens Kunstmärchen Die kleine Meerjungfrau als einer der herausragenden Klassiker dieser Gattung. Der Film wurde in den Kinos der ČSSR erstmals im November 1976 gezeigt, in der DDR am 7. Juli 1978 und in Japan am 25. April 1981 und in der Bundesrepublik Deutschland war die Erstaufführung unter dem Titel Die kleine Seejungfrau am 7. August 1977 in der ARD. Seit dem 1. November 1984 ist ein deutsch synchronisiertes Video auf dem Markt. International ist der Film auch bekannt unter dem dänischen Titel Den lille Havfrue, dem polnischen Titel Mała Syrenka, dem spanischen Titel La Sirenita, dem französischen Titel La Petite Sirène, dem italienischen Titel La Piccola ninfa di Mare, dem russischen Titel Русалочка oder dem englischen Titel The Little Mermaid. Nicht zu verwechseln ist diese tschechische Version von der kleinen Meerjungfrau mit der russischen Verfilmung Die traurige Nixe, die ebenfalls 1976 gedreht wurde und zuweilen auch unter dem Titel Die kleine Meerjungfrau geführt wird.

## Drehorte
Drehorte waren Kladruby in der Tschechischen Republik, ein weiterer Ort an einer Küste und Prag. Überdies wurde in der kargen Landschaft der Prachauer Felsen gedreht. Das Schloss des Prinzen ist Schloss Veltrusy.

## Schauspieler

Meerjungfrau-Skulptur von Edvard Eriksen in Kopenhagen

Miroslava Šafránková spielt hier die kleine Seejungfrau und erscheint in Gestalt und Antlitz der berühmten Meerjungfrau-Skulptur von Edvard Eriksen wie nachgebildet zu sein. In Märchenfilmen ist Miroslava Šafránková bekannt als Arabella in Die Rückkehr der Märchenbraut. Ihre Schwester Libuše Šafránková spielt in der Meerjungfrau die Menschenweltprinzessin, die den bewusstlosen Prinzen am Strand findet. Libuše Šafránková ist die Märchenprinzessin in Drei Haselnüsse für Aschenbrödel, in Der Salzprinz, in Der dritte Prinz, in Der Prinz und der Abendstern, in Wettstreit im Schloß und in Wie soll man Dr. Mráček ertränken? oder Das Ende der Wassermänner in Böhmen.

## Handlung

### Meereswelt
Die Erdkugel umspült das kreisende Wasser – geleitet vom strengen Auge des Meerkönigs. An der tiefsten Stelle der See, wo nur noch wilde Klippen aus dem Wasser ragen wohnen die Nixen. Am Meeresgrund spielen im Sand die beiden jüngsten Töchter des Meerkönigs mit glänzenden Perlen wie mit Murmeln. Die Ältere von den beiden hat heute Geburtstag, die Jüngere ist die kleine Meerjungfrau. Die Jüngere verliert das übermütige Perlenspiel und muss singen. Ihr Vater gesellt sich zu ihnen. Die Stimme der kleinen Nixe ist bezaubernd. Sie singt:

„Um Mitternacht/Läuten von fern/Glocken zu Hochzeit./Da kommt die Braut/ Schneeweiß wie aus Meerschaum ihr Kleid./Denn der König wird/Heiraten heut/Stolz naht der König/Sie seufzt voll Kummer./Ja, das wird für sie Liebe voller Trauer.
Blumen im Schloss/Prachtvoll das Fest/Und wie ein Strom/ Fließt süßer Wein,/Den man von ganz weit her gebracht./Aber vergebens/ Wartet die Braut/Alle sofort an Deck/ Leb wohl mein Liebling/Ja, das wird für sie Liebe voller Trauer.
Stürmisch die See/Da bricht der Mast/So treibt das Schiff/Hilflos dahin/Keiner kann sich retten – zu spät./Unten am Strand/Wartet die Braut/Weint sich die Augen aus/Niemals kommt er wieder./Ja, das war für sie Liebe voller Trauer.“

### Schiff
Während des Liedes hat der Meereskönig in den zauberischen allsehenden Stein seines Ringes geblickt, er hat seine Macht spielen lassen und ein Schiff ist an den Klippen zerschellt – die sinkende Fracht gleitet sanft herab. Es ist das Geschenk für das Geburtstagsnixchen. Die beiden Schwestern spielen in heller Freude mit den Schätzen: Bildrollen Japanischer Druckgraphik, Stoffe – eine blutrote Rose wird der kleinen Seejungfrau geschenkt. Sie steckt sie ins blaue Haar.

### Das Fest
Das Geburtstagsfest beginnt. Es ist auch der Tag, an dem die ältere Schwester das erste Mal an die Wasseroberfläche darf. Und sie wird den Kronprinz des Sargassomeeres heiraten. Die große Familie und die verheirateten Schwestern werden aus allen Königreichen der Meere erwartet. Die kleine Seejungfrau verzehrt sich nach Berichten von der Erde. Alle Schwestern und die alte Großmutter werden befragt. Die Königin vom Nordmeer schwärmt für das Nordlicht, die vom gelben Meer stöhnt über Feuer und Krieg der Menschen. Die Großmutter erzählt von fliegenden, singenden Fischen und Blumen und Schafen und einem Schafhirtprinzen. Da fragt die kleine Nixe auf einmal nach dem Verbleib ihre Mutter, die doch auch 300 Jahre alt werden kann. Aber die Frage nach der Königin aller Meere wird übergangen. Das Fest verläuft anmutig und schön. Sehnsuchtsvoll blickt die kleine Nixe ihrer älteren Schwester nach, als diese an die Oberfläche schwimmt.

### Der Froschprinz
Weniger begeistert ist die kleine Nixe von dem zugleich hochmütigen wie kriecherischen Prinzen, der ihr eines Tages zum Gatten bestimmt ist. Es ist der Prinz des Meeres der untergehenden Sonne. Sie vergleicht sein Aussehen mit einem Frosch. Aber er weckt in ihr die Neugier nach einer Grotte. Heimlich läuft sie dorthin und findet aber kein Fenster zur oberen Welt, sondern eine bizarre Meerschaum-Skulptur ihrer schönen Mutter. Ihr Vater überrascht sie, aber er bestraft sie nicht, auch wenn er die Neugier der Nixe mit der Neugier ihrer Mutter vergleicht.

### Drei Steine
Zeit ist vergangen – das Fest der Jüngsten steht bevor. Die Großmutter erzählt von der Erde, der Sonne, von den Menschen, von den Bäumen und auch vom gefährlichen Kuss eines Menschen. Die große königliche Meeresfamilie kommt zusammen. Die kleine Nixe trägt eine Kette mit drei kostbaren Steinen: Der Rote war ein Geschenk ihrer Mutter, den Schwarzen hat sie im Inneren eines Meeresvulkans gefunden, den Weißen bei der Behausung einer Meereshexe. Den roten Stein gibt es nur zweimal auf der Welt: Den einen behielt die Königin und den anderen schenkte sie ihrer Jüngsten – mit dem Stein sind Stürme zu besänftigen. Alle begehren wieder die wunderschöne Stimme der kleinen Nixe zu hören und sie beginnt zu singen:

„Weiß ist der erste Stein,/Blendet die Sinne/
Rot ist der zweite/Er verschließt die Lippen/
Schwarz ist dann der dritte/Er versteinert Herzen/
Und wer so versteinert ist,/Der spürt nie mehr Schmerzen.“

### Der Prinz
Während die Nixe singt, segelt oben das Schiff eines jungen Prinzen. Auch er hat Geburtstag. Als er die Stimme hört, nimmt er voll Sehnsucht Kurs auf die gefährlichen Klippen. Er will die Sängerin sehen. Aus der Tiefe des Meeres eilt die Schar der königlichen Meeresfamilie an die Wasseroberfläche um die kleine Nixe zu begleiten – dort feiert man auf dem Schiff den Geburtstag des Prinzen mit einem prächtigen Feuerwerk. Staunend sieht die kleine Meerjungfrau die Schönheit der Lichter und die Schönheit des Prinzen. Das Schiff beginnt zu kentern. Da schleicht die Nixe sich davon und schwimmt, um den Prinzen zu retten. Sie schwimmt lange mit dem Bewusstlosen und bringt ihn an einen Strand. Aber sie muss wieder ins Meer zurück, da sie sich sonst in Meeresschaum auflöst. Erst als eine Schar von Erdenmädchen an Land fröhlich herbeireitet und den Prinzen findet erwacht der Schöne. Eine bezaubernde Dunkelhaarige hat ihn geküsst. Er fühlt sich durch sie gerettet. Kummervoll schwimmt die kleine Meerjungfrau zurück ins Meer.

### Königin aller Meere
Der Meerkönig empfängt seine Lieblingstochter streng. Sie fragt nach dem Erdenprinz und er berichtet, dass er jetzt in sein Land gebracht wird, aber immer an die dunkelhaarige Schöne denken muss. Für die kleine Meerjungfrau hat der König die Vorstellung, in einem halben Jahr solle sie den ihr bestimmten Meerprinzen von der untergehenden Sonne heiraten. Dann will der Meerkönig die kleine Nixe zur Königin aller Meere machen. Doch die Seejungfrau bleibt traurig. Als der Tag des Festes gekommen ist, flüchtet sie und läuft zu der Meerhexe, um von ihr menschliche Gestalt zu erhalten. Die Böse will ihr helfen, um der Nixe zu schaden, aber den roten Stein will sie nicht als Belohnung – den hat sie schon bekommen von der Mutter der kleinen Nixe. Die Hexe will die vollkommene Stimme der Nixe. Das Meermädchen wird ein stummes, aber bildschönes Menschenkind. Mit dem Lied von den Steinen, das den Prinzen mit Sehnsucht erfüllte, verliert sie ihre Stimme. Wenn der Prinz aber eine andere liebt, wird ihr das Herz brechen und sie wird sich in Meeresschaum auflösen.

### Brautwahl
In dem von der Wildheit des Meeres heimgesuchten Land des Prinzen ist Brautschau. Die Staatsfinanzen sind durch die aufgewühlte Natur zerrüttet. Die Prinzessinnen aus vielen reichen Ländern tanzen im Garten. Der Prinz wandelt einsam am Strand. Da wird die bildschöne Seejungfrau in Menschengestalt aus dem Meer geworfen. Der Prinz glaubt seinen Augen nicht zu trauen. Aber er wendet sich ganz der Schönen zu. Die Prinzessinnen reisen ab. Auf das innere Flehen der kleinen Nixe füllen sich wieder die Fischernetze. Die Stürme schweigen. In Muscheln finden sie Perlen, die die Finanzen des Prinzen sichern und retten, auch Schiffe laufen wieder ein. Aber das Meer färbt sich zuweilen blutrot (nachdem sie ihre blutigen Füße im Meer reinigen will). Der Prinz ist bezaubert von der Meeresprinzessin. Er berichtet ihr von den Nixen-Legenden, die sich um sie ranken und die er für schöne Märchen hält. Aber er gesteht dem Mädchen auch seine Liebe zu der Dunkelhaarigen, von deren Verbleib er aber nichts weiß. Es scheint, als würde er sich immer mehr der stummen Meeresschönen zuneigen.

### Die Prinzessin des Südreichs
Die Ratgeber veranlassen den Prinzen zu einem Brautbesuch im reichen fernen Südreich. Er will zunächst nicht und nimmt seine Nixe sogar mit auf die Reise. Aber als er vor der Prinzessin des Südreiches steht, erkennen sich die beiden. Es ist die schöne Dunkelhaarige und überglücklich gestehen sie sich ihr Wiederfinden. Das Meermädchen steht benommen. Auf dem Schiff segelt das Hochzeitspaar zurück in das Reich des Prinzen. Alles liegt in Zauberschlaf. Die kleine Meerjungfrau hat aus dem Wasserreich ein Messer, damit soll sie den Prinzen noch vor Sonnenaufgang umbringen – dann kann sie wieder Nixe werden. Ratlos steht sie mit dem Dolch vor dem schlafenden Liebespaar. Die Stimme des Meervaters mahnt zur Eile und drängt, das Schiff müsse in jedem Fall an den Klippen zerschellen. Das Meermädchen neigt sich über den Prinzen – doch nur um ihn zu küssen. Das Messer gleitet ins Meer. Die königliche Meeresfamilie sieht dies voll Schrecken von weitem. Das Meermädchen stürzt sich mit einem Schrei in die Fluten und löst sich in Meeresschaum auf. Aus dem Wasser entfalten sich Seeblumen, die das Schiff schützend umblühen. Vom Schrei erwachen der Prinz und seine Braut. Er fragt nach der Nixe. Staunend sehen die beiden das blühende Meer. Ratlos steht der Meereskönig und das Meer rauscht – befreit erhebt sich darüber der Gesang des Meermädchens.

## Stoff

### Mythos
Die Stimme ist der Ursprung der Meermädchenschönheit. Die verführerische Stimme ist das, was Sirenen und Nixen über alle Metamorphosen ihrer Gestalt die Gabe des Meereszaubers verleiht. Mit der Aufgabe ihrer Stimme verleugnet die kleine Meerjungfrau ihre Identität – und damit auch die Selbstachtung, die die Gabe geliebt zu werden, voraussetzt. Die Handlung des Films richtet sich im Wesentlichen nach dem Meermädchenmärchen von Hans Christian Andersen. Allerdings ist die Erzählung von der Mutter der Nixe und der auf die Nixe dadurch psychologisch vererbten Familientragödie der „Neugier“ bei Andersen nicht ausgeführt, in dieser Verfilmung aber angedeutet. Außerdem ist die kleine Meerjungfrau hilfsbereit, wie das sagenhafte Donauweibchen, das Fischer vor einer Springflut warnt. Die kleine Seejungfrau des Films ist wie Andersens Nixe und auch wie Fouqués Undine und bis zum gewissen Grade auch wie Melusine der zerbrechliche Typus des Wassermädchens. Hiervon unterscheidet sich der mächtige und teilweise zerstörerische Typus, wie er etwa in der Meerkönigin in dem schwedischen Märchen Zuerst geboren, zuerst vermählt ausgeführt ist und auch bei Vorlíčeks Märchenfilm Die Seekönigin wichtig wird – also der fatale Typus, der in der Verfilmung der kleinen Meerjungfrau in der Gestalt der Nixenmutter angedeutet und in der Meerhexe ausgeführt wird. Das Märchen bei Andersen endet mit der Verwandlung der kleinen Meerjungfrau aus dem Meerschaum in einen wohltätigen Luftgeist. Im Film verwandelt sie sich in blühende Seerosen, die auch Nymphaeas heißen. Diese schützen das Schiff vor den Klippen und sind – wie bei Andersen – wohltätig. Dieses Seerosenbild ist inspiriert von dem Mathildentraum in Novalis’ Heinrich von Ofterdingen: Das bald dem Leben entrissene Mädchen begegnet in diesem Traum unter Wasser und verwandelt sich später in die blaue Sehnsuchtsblume. Natürlich ist das Bild der Meeres-Seerosen im Film aber auch noch eine letzte Reminiszenz an Antonín Dvořáks Rusalka. Diese slawische Seenixe hat viele Ähnlichkeiten mit Andersens kleiner Meerjungfrau, aber sie entstammt nicht dem Meer, sondern einem seerosenüberwachsenen See. Und in diesen Seerosenteich zieht die traurige Rusalka ihren wankelmütigen Liebhaber ins nasse Grab. Dieser ist allerdings willig, reuig und völlig im Klaren über die Folgen des Nixenkusses.

### Bilder
Die Lichtführung des Meermädchenfilms betreffend ist – genau wie Andersen die See im Märchen beschreibt – die Meereswelt der Nixen in kornblumenblaues Licht getaucht. Der Film verzichtet auf die Darstellung des Fischleibes von Nixen und steht damit auch in der Tradition der griechischen Wassernymphen, die ebenfalls ohne Fischschwanz gedacht wurden. Das Filmbild nach dem sich die Meeresbewohner und Nixen von Menschen unterscheiden, ist inspiriert von Alfons Muchas Personifikation des Mondes in seinem Bild Der Mond. Unter den Bildern von Seemädchen und Nixen haben die Nixen-Bilder von Edward Burne-Jones einen gewissen Einfluss auf die Atmosphäre des Films gehabt. Auch die Naturbilder von den blühenden Apfelbäumen und die an Gewandstudien erinnernden fließenden Gewänder rufen die Bilder dieses Präraffaeliten ins Gedächtnis.

### Meeresmusik
In einem Film über Meermädchen hat die Musik Schlüsselbedeutung. Zdeněk Liška komponierte im Horizont der großen Tradition musikalischer Wasserkompositionen die Filmmusik zu Die kleine Meerjungfrau. Allerdings bleibt Liškas Klang dennoch eigenständig und verzichtet auf wörtliche Zitate. Besonders wichtig wurde Antonín Dvořáks Rusalka. So ist hier z. B. im Ho – ho – ho-Gesang der Dryaden die Intervallfolge von dem Mitternachtslied der kleinen Meerjungfrau herauszuhören. Die rollenden Rhythmen von Meereswellen finden sich in Claude Debussys La Mer ebenso wie in der Märchenmusik, die das Rauschen der Weltmeere untermalt. Das Elegische des Nixengesangs erinnert an die über den Wassern schwebenden Stimme in Ernest Chaussons Poème de l’amour et de la mer (Op. 19) – insbesondere in dem Gesang der Wasserblume. Auch der Vokalgesang von Debussys Sirènes ist in dem rätselhaften, monotonen Nixen-Lied der drei Steine gegenwärtig. Darüber hinaus hat Liška die wasserillustrierenden Aspekte von Smetanas Moldau in den Tonfolgen seiner Meeresmusik aufgegriffen. Verglichen mit der vielschichtigen Musik der Nixen ist die Musik der Menschenwelt in sehr einfachen Tanzweisen gehalten.

## Synchronisation
Die westdeutsche Synchronbearbeitung, die gelegentlich im Fernsehen zu sehen ist und auf DVD erhältlich war, entstand im Bavaria Atelier München. Gleichzeitig wurde in der DDR eine eigene Fassung für den Kinoeinsatz produziert in den Ateliers des DEFA Studios für Synchronisation, Weimar, die später ebenfalls auf DVD veröffentlicht wurde.

## Kritiken
- „Tief unten, auf dem Grund des Meeres, lebt ein mächtiger König mit seinem Gefolge und herrscht über alle Meere. Eine seiner Töchter ist nicht nur von bezaubernder Anmut, sondern hat auch noch eine wunderschöne Stimme, mit der sie alle betört. An ihrem Geburtstag trifft sie auf einen Menschenprinzen, der, von ihrer Stimme angelockt, ins Verderben segelt. Sie rettet ihn und verliebt sich. In ihr wächst immer mehr die Neugier auf die Welt außerhalb des Wassers. Der Wunsch wird stärker, dem Leben im Meer zu entfliehen und fortan als Mensch zu leben, an der Seite des geliebten Prinzen. Für ihn nimmt sie alle Strapazen in Kauf, um ein Mensch zu werden. Doch ihre Liebe bleibt unerwidert, die kleine Meerjungfrau stirbt an gebrochenem Herzen. Ein stimmungsvoller Märchenfilm nach Hans Christian Andersen.“ – schreibt die Datenbank-film-the-fan-net

- „Die kleine Seejungfrau lebt am Grunde des Meeres. Eines Tages rettet sie einem Prinzen das Leben und verliebt sich in ihn. Zunächst aber werden von ihr viele Opfer verlangt. Sie muß sogar ihr Leben riskieren. Stimmungsvolle Märchenverfilmung, die im Gegensatz zur Disney-Version den traurigen Grundton der Geschichte beibehielt. (Fernsehtitel auch: ‚Die kleine Meerjungfrau‘)“ – Lexikon des internationalen Films[22]